# Adolfo Pérez Zelaschi
Adolfo Luis Pérez Zelaschi (San Carlos de Bolívar; 15 de febrero de 1920 - Buenos Aires; 6 de marzo de 2005) fue un escritor argentino, miembro de la Academia Argentina de Letras.

## Obras
- 1920 "El Piola" (cuento).
- 1931 "Los Montiel" (novela).
- 1941 "Hombres sobre la pampa" (cuento).
- 1944 "Cantos de labrador y marinero" (poesía).
- 1949 "Más allá de los espejos" (cuento).
- 1954 "El terraplén" (novela).
- 1966 "El caso de la muerte que telefonea" (novela policial).
- 1967 "Con Arcos y Ballestas" (cuentos).
- 1969 "Presidente en la mira" (novela).
- 1975 "Canto fragmentario de Newpolis" (poesía).
- 1976 "De los pequeños y los últimos" (cuento).
- 1981 "Divertimento para revólver y piano" (novela policial).
- 1981 "Nicolasito" (novela).
- 1982 "La ciudad" (novela).
- 1985 "El barón polaco" (cuento).
- 1989 "Mis mejores cuentos policiales" (antología de cuentos).
- 1998 "Cien cuentos para cien días" (cuento).

Sus poemas y cuentos fueron recogidos en antologías aparecidas en su país natal, y en países extranjeros como Chile, México y Bélgica.

## Premios
- 1949 Premio de la Cámara Argentina del Libro.
- 1954 Premio Literario Emecé (por "El terraplén").
- 1954 - 1957 Trienal de la Provincia de Buenos Aires.
- 1960 Premio del Diario Clarín
- 1976 Primer Premio del Fondo Nacional de las Artes para cuento.
- 1977 Premio Antonio Machado para Narraciones Breves, auspiciado por RENFE.